# شرکت سرمایه‌گذاری صبا تأمین
شرکت سرمایه‌گذاری صبا تأمین (سهامی عام) یک شرکت سرمایه‌گذاری دولتی ایرانی و زیرمجموعه سازمان تأمین اجتماعی است. این شرکت به عنوان بزرگ‌ترین هلدینگ شرکت سرمایه‌گذاری تأمین اجتماعی (شستا) در حوزه بازار سرمایه، رفع نیاز شرکت‌های تابعه آن در حوزه‌هایی همچون خدمات تأمین مالی و ارزی، واگذاری تخصصی شرکت‌ها، سبدگردانی و بازارگردانی سهام، از مهم‌ترین وظایف حاکمیتی هلدینگ صبا تأمین است. از این شرکت به عنوان یکی از «بازیگران اصلی بورس اوراق بهادار تهران» نام برده می‌شود. شرکت سرمایه‌گذاری صبا تأمین به‌عنوان یک شرکت سرمایه‌گذاری علاوه بر مدیریت سهام، سرپرستی و مدیریت شرکت‌های تابعه خود که عمدتاً در حوزه خدمات مالی متمرکز می‌باشند را بر عهده دارد. سرمایه‌گذاری صبا تأمین در حال حاضر در صنعت سرمایه‌گذاری، کارگزاری اوراق بهادار، کارگزاری بورس کالا، کارگزاری بیمه فعالیت دارد.

## تاریخچه
شرکت سرمایه‌گذاری صبا تأمین در سال ۱۳۷۳ با سرمایه ۱۰۰ میلیون ریال به‌صورت سهامی خاص به ثبت رسید و در سال ۱۳۸۳ با هدف ورود به صنعت سرمایه‌گذاری به سهامی عام تغییر یافت. ۱۲ درصد از سهام شرکت سرمایه‌گذاری صبا تأمین با نماد «صبا» در تاریخ ۱۳۹۹/۰۱/۲۰ در بازار اول فرابورس ایران عرضه‌شد. این عرضه اولیه با مشارکت یک‌میلیون و ۹۴۴ هزار و ۲۲۶ نفر بزرگ‌ترین عرضه اولیه بورس در زمان خود لقب گرفت.

## شرکت‌های زیرمجموعه
بر اساس گزارش هیئت تحقیق و تفحص مجلس شورای اسلامی در سال ۱۳۹۵ این شرکت دارای هشت زیرمجموعه اصلی می‌باشد:
| نام                            | سرمایه                  |
| ------------------------------ | ----------------------- |
| شرکت کارگزاری صبا تأمین        | ۳۰ هزار میلیون ریال     |
| شرکت کارگزاری بیمه تأمین آینده | ۲ هزار میلیون ریال      |
| شرکت سرمایه‌گذاری هامون شمال    | هزار میلیون ریال        |
| شرکت خدمات مدیریت صبا تأمین    | یک میلیون ریال          |
| شرکت ماکرو اینترنشنال سرویس    | ۱۴٫۷ میلیون درهم امارات |

وزارت تعاون، کار و رفاه اجتماعی در سال ۱۳۹۷ تعداد شرکت‌های تابعه این هلدینگ را ۱۹ اعلام کرد.
شرکت کارگزاری صبا تأمین که زیرمجموعه شرکت سرمایه‌گذاری صبا تأمین است، به لحاظ حجم معاملات سال‌هاست یکی از بزرگ‌ترین شرکت‌های کارگزاری در بورس اوراق بهادار تهران محسوب می‌شود. به عنوان نمونه در بهار ۱۳۸۸ با انجام ۱۶٫۴۷٪ کل معاملات در صدر شرکت‌های کارگزاری بود و در نیمه اول سال ۱۳۹۷ با ۵٫۶۶٪ در رتبه دوم قرار داشت.

## سبد سهام
شرکت سرمایه‌گذاری صبا تأمین دارای یکی از بزرگ‌ترین سبدهای سهام در میان شرکت‌های سرمایه‌گذاری فعال در بورس است.
صبا تأمین از سهامداران عمده گروه صنعتی رنا، سایپا و ایران‌خودرو محسوب می‌شود. علاوه بر خودروسازی، برخی از دیگر سایر سهم‌های این شرکت در دی ۱۳۹۷ عبارت بودند از:
| نام                  | درصد سهم |
| -------------------- | -------- |
| بانک تجارت           | ۷٫۶۴٪    |
| بانک ملت             | ۶٫۷۰٪    |
| پالایشگاه نفت اصفهان | ۱۱٫۸۰٪   |
| بانک کارآفرین        | ۸٫۹۱٪    |
| بیمه البرز           | ۱۵٫۷۷٪   |
| بیمه ملت             | ۱۹٫۰۸٪   |
| بیمه دانا            | ۱۹٫۳۰٪   |
| بیمه میهن            | ۱۸٫۰۶٪   |

## تحقیق و تفحص مجلس
در جریان تحقیق و تفحص مجلس شورای اسلامی از شستا در سال ۱۳۹۵، این شرکت نیز مورد بازرسی قرار گرفت که طی آن مشخص گردید در اثر سوء مدیریت و اختلاس، در سال‌های پایانی دولت دهم حداقل ۲٫۷ میلیون دلار خسارت ارزی و ۸۲۸ میلیارد ریال خسارت ریالی به آن تحمیل شده است.
در بررسی تخلفات، علاوه بر مواردی چون اعمال‌نشدن صحیح سود سرمایه‌گذاری‌ها در دفاتر قانونی، به مغایرت حساب‌های فی‌مابین شرکت‌های فرعی با شرکت اصلی، جعل اسناد و برداشت‌های غیرقانونی از حساب‌های شرکت اشاره شده است.